# Der geheimnisvolle Fremde (1982)
Der geheimnisvolle Fremde ist ein deutsch-amerikanischer Fantasyfilm nach der gleichnamigen, postum veröffentlichten Erzählung Mark Twains. In den USA Film lief der Film zum ersten Mal am 11. Oktober 1982 auf WNET Channel 13 innerhalb der Reihe Great Performances.
Die deutsche Erstausstrahlung fand erst am 28. Januar 1988 im Ersten statt. In den USA wurde der Film unter dem Titel Mark Twain Classics: The Mysterious Stranger auf Video veröffentlicht.

## Handlung
Die Geschichte beginnt im 19. Jahrhundert. August Feldner, ein Druckerlehrling, hat immer den Kopf in den Wolken. In seinen Träumereien versetzt er sich in die Welt des Mittelalters. Als er eines Tages am Ufer des Mississippi einschläft, wacht er in einem alten Schloss im Österreich auf. Er ist Lehrling bei Meister Stein, dem er hilft, die Gutenberg-Bibel zu drucken. Er lebt zusammen mit der Familie des Druckers, trifft auf einen zwielichtigen Magier und Alchemisten und wird von dem Altgesellen gehänselt. Das ändert sich, als er einen jungen Mann kennenlernt, der sich selbst Nr. 44 nennt. Die beiden freunden sich an, und Nr. 44. lässt ihn hin und wieder zum Spaß unsichtbar und wieder sichtbar werden. Auch mit dem Alchemisten nimmt er Kontakt auf und führt ihm vor, wie man im Handumdrehen Gold herstellen kann.
Der Film endet mit einer Hinrichtung des Alchemisten auf einem Scheiterhaufen im Schlosshof, inmitten einer Menge von aufgepeitschten Gaffern, unter denen sich auch Feldner befindet. Vom Balkon aus schaut Nr. 44 zu, bis er mit einem Fingerschipp den Scheiterhaufen und die Zuschauer in Flammen aufgehen lässt, und nur noch ein Rest Asche übrig bleibt. Nur Feldner überlebt. In einem abschließenden Gespräch zwischen den beiden zieht Nr. 44 das Fazit: Es gibt keine Welt außer dieser, alles andere sind nur Träume, „there is nothing but empty space, there is no God, there is no heaven, there is no hell“ und löst sich dann in Luft auf.

## Hintergrund

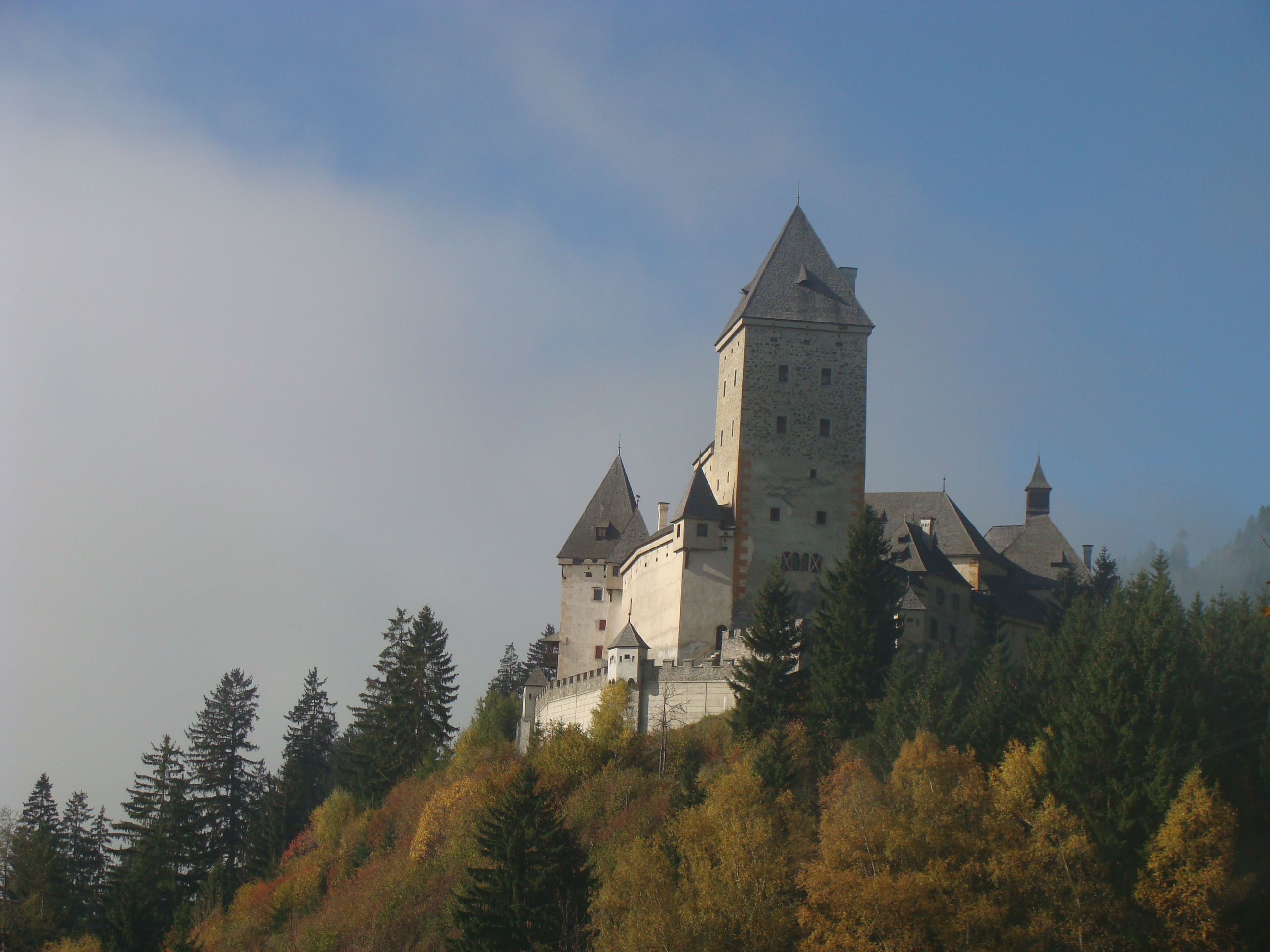
Schloss Moosham

Es ist die letzte, postum veröffentlichte Erzählung von Mark Twain, welche in verschiedenen Fragmenten und Varianten vorliegt. Er erzählt sie als „altes Märchen, in einem Krug gefunden und von Mark Twain wiedererzählt“. Sie wurde erstmals 1916 in einer vom Herausgeber stark bearbeiteten und entstellten Fassung gedruckt. Das Drehbuch zum Film schrieb der Romanautor Julian Mitchell (* 1935) auf der Grundlage des 1969 veröffentlichten Originalmanuskripts.
Die Musik zum Film wurde von William Perry, dem Produzenten des Films, komponiert. Es spielen und singen die Wiener Symphoniker und die Wiener Sängerknaben.
Für Regisseur Peter H. Hunt war es der erste Film, in dem er sich mit einem Stoff von Mark Twain befasste. Im folgenden Jahr drehte er den Fernsehfilm Sawyer and Finn, für den Perry ebenfalls die Musik schrieb.
Der deutsche Cast war mit erstklassigen österreichischen und deutschen Theaterschauspielern besetzt.
Zum Cast gehörte u. a. Christoph Waltz, für den es einer seiner frühen Filmauftritte war. Drehorte des Films waren das Salzburger Land und das Schloss Moosham bei Salzburg.

## Kritik
Der Film blieb von der US-amerikanischen Filmkritik so gut wie unbeachtet. Allerdings widmete ihm John O’Connor von der New York Times eine ausführliche Analyse, in der er den Film unter dem Aspekt eines Spätwerks von Mark Twain betrachtet. „Es ist ein eigenartiges Werk, das Produkt eines offensichtlich alten und tief verbitterten Mannes“. O’Connor bemängelt dann die eher schwachen Leistungen der beiden Hauptdarsteller, die vor allem in den Szenen, in denen Mantel- und Degen-Qualitäten (swashbugger swagger) am Platz seien, wenig überzeugten. Der Kern von Film und Buch, Twains Abrechnung mit der Religion, komme im Film reichlich spät, zu spät für die meisten Zuschauer.